# Jižní Korea na Zimních olympijských hrách 1994
Jižní Koreu na Zimních olympijských hrách v roce 1994 reprezentovala výprava 21 sportovců (11 mužů a 10 žen) ve 5 sportech.

## Medailisté
| Medaile | Jméno                                                          | Sport       | Soutěž               |
| ------- | -------------------------------------------------------------- | ----------- | -------------------- |
| Zlato   | Čche Či-hun                                                    | Short track | Muži 500 m           |
| Zlato   | Kim Ki-hun                                                     | Short track | Muži 1 000 m         |
| Zlato   | Čon I-kjong                                                    | Short track | Ženy 1 000 m         |
| Zlato   | Čon I-kjong Kim Ryang-Hee Kim So-Hee Kim Yoon-Mi Won Hye-Kyung | Short track | Ženy štafeta 3 000 m |
| Stříbro | Čche Či-hun                                                    | Short track | Muži 1 000 m         |
| Bronz   | Kim So-Hee                                                     | Short track | Ženy 1 000 m         |